# Мужская сборная Боснии и Герцеговины по кёрлингу
Мужская сборная Боснии и Герцеговины по кёрлингу — представляет Боснию и Герцеговину на международных соревнованиях по кёрлингу. Управляющей организацией выступает Ассоциация кёрлинга Боснии и Герцеговины (босн. Karling savez BiH, англ. Bosnia and Herzegovina Curling Association).

## Результаты выступлений

### Чемпионаты Европы
| Год        | Место          | И              | В              | П              | Состав команды (четвёртый/скип, третий, второй, первый, запасной, тренер)                                   |
| ---------- | -------------- | -------------- | -------------- | -------------- | --- |
| 1992— 2023 | не участвовали | не участвовали | не участвовали | не участвовали | не участвовали                                                                                              |
| 2024       | 31             | 7              | 1              | 6              | Mak Doric (скип), Vladan Savic, Slavenko Ignjic, Igor Markovic, запасной: Bojan Macar                       |
| 2025       | 6 (див. C)     | 8              | 3              | 5              | Mak Dorić (скип), Vladan Savić, Bojan Malis, Bojan Macar, запасной: Sinisa Karisik, тренер: Xavier Niquille |

В чемпионатах Европы 2024—2025 сборная Боснии и Герцеговины выступала в дивизионе «С». В колонке Место указаны итоговые позиции команды с учётом общей классификации.